# Schalkau
Schalkau è una città della Turingia, in Germania.
Appartiene al circondario (Landkreis) del Sonneberg (targa SON).
Svolge il ruolo di "comune amministratore" (Erfüllende Gemeinde) nei confronti del comune di Bachfeld.

## Storia
Il 1º gennaio 1992 vennero aggregati alla città di Schalkau i comuni di Roth e Theuern.
Il 31 dicembre 2019 venne aggregato anche il comune di Bachfeld.